# Bernd Glemser
Bernd Franz Glemser (* 30. Mai 1962 in Dürbheim, Baden-Württemberg) ist ein deutscher Pianist und Hochschullehrer.

## Künstlerische Entwicklung und Wirken
Glemser erhielt mit 7 Jahren seinen ersten Klavierunterricht. Noch in seiner Ausbildungs- und Studienzeit machte der Schüler des russischen Pianisten und Musikpädagogen Vitaly Margulis auf sich aufmerksam, als er ab 1981 Preise bei 17 internationalen Musikwettbewerben gewann. Darunter waren die Wettbewerbe Cortot, Rubinstein, Busoni (1984: 3. Preis) und der ARD-Musikwettbewerb (1987: 2. Preis). Er war 1989 noch immatrikulierter Studierender der Hochschule für Musik Freiburg, als ihn die Hochschule für Musik Saar zum damals jüngsten Klavierprofessor Deutschlands nach Saarbrücken berief. Seit 1996 ist Bernd Glemser Professor für Klavier an der Hochschule für Musik Würzburg.
Im selben Jahr konzertierte er als erster Künstler aus dem Westen live im chinesischen Fernsehen mit dem 1. Klavierkonzert von Tschaikowski.
Bernd Glemsers Konzertrepertoire reicht von der Barockmusik bis zu Klavierwerken der Neuen Musik. Spezialisiert hat er sich aber vor allem auf die virtuosen Werke von Franz Liszt, Alexander Skrjabin, Ferruccio Busoni und Sergei Rachmaninow. Erschienen sind inzwischen viele CDs, zum Beispiel im Rahmen der Gesamt-Edition der Sonaten von Robert Schumann und Sergei Prokofjew.
Aus ganz Europa, den USA, Kanada, Südamerika, Japan, China, Australien und Neuseeland erhält der inzwischen weltweit gefeierte Pianist Konzerteinladungen, z. B. mit den Dirigenten Herbert Blomstedt, Riccardo Chailly, Welser-Möst, Chung Myung-whun, Dmitri Kitajenko, Osmo Vänskä und Wolfgang Sawallisch. Kammermusikprojekte verbinden ihn u. a. mit der Cellistin Maria Kliegel, der Geigerin Mirijam Contzen sowie dem Trompeter Reinhold Friedrich. Zusätzlich zu seinen vielen Auszeichnungen erhielt Bernd Glemser 1992 den Europäischen Andor-Foldes-Preis und 1993 in Zürich den Europäischen Pianisten-Preis. 2003 wurde ihm vom damaligen Bundespräsidenten Johannes Rau das Bundesverdienstkreuz am Bande verliehen. Zudem erhielt er 2006 den Kulturpreis der Stadt Würzburg und 2012 den Kulturpreis Bayern.
Seit 2006 ist Bernd Glemser Artist in Residence der Klosterkonzerte im Kloster Maulbronn und gibt in dieser Funktion dort jährlich Meisterkurse und mehrere Konzerte.

## Schülerinnen und Schüler (Auswahl)
- Mona Asuka
- Katharina Hack
- Christian Kunert
- Jekaterina Litwinzewa
- Ming (Silvia Yi)
- Joseph Moog
- Kerstin Mörk
- Christoph Preiß
- Lisa Maria Schachtschneider
- Anna Scheps
- Alexander Schimpf
- Ann-Helena Schlüter
- Wolfram Schmitt-Leonardy
- Michael Wendeberg